# كارفير (ماساتشوستس)
كارفير (بالإنجليزية: Carver, Massachusetts)‏ هي منطقة سكنية تقع في الولايات المتحدة في Plymouth County. يقدر عدد سكانها بـ 25 نسمة ومساحتها 102.9 كم2 وترتفع عن سطح البحر 28 متر.

## أعلام
- مايك بينيت